# Bagepalli (Rural), Bagepalli
Bagepalli (Rural) là một làng thuộc tehsil Bagepalli, huyện Kolar, bang Karnataka, Ấn Độ.